# Song Chong-gug
Song Chong-gug (en coreano: 송종국; nacido el 20 de febrero de 1979 en Danyang, Chungcheong del Norte) es un exfutbolista surcoreano. Jugaba de centrocampista y su último equipo fue el Tianjin Teda de la Superliga de China.

## Selección nacional
Fue internacional con la selección de fútbol de Corea del Sur, habiendo jugado 60 partidos y marcando tres goles desde el año 2000.

### Participaciones en Copas del Mundo
| Mundial                        | Sede                  | Resultado    |
| ------------------------------ | --------------------- | ------------ |
| Copa Mundial de Fútbol de 2002 | Corea del Sur y Japón | Cuarto lugar |
| Copa Mundial de Fútbol de 2006 | Alemania              | Primera fase |

## Clubes
| Club                    | País           | Año       |
| ----------------------- | -------------- | --------- |
| Busan I'Park            | Corea del Sur  | 2001-2002 |
| Feyenoord de Róterdam   | Países Bajos   | 2002-2005 |
| Suwon Samsung Bluewings | Corea del Sur  | 2005-2010 |
| Al-Shabab Club          | Arabia Saudita | 2010      |
| Ulsan Hyundai           | Corea del Sur  | 2011      |
| Tianjin Teda            | China          | 2011      |

## Filmografía

### Apariciones en programas de variedades
- 2015: Running Man - Invitado, ep. 257